# Dan (kibuc)
Dan (hebr.: דן) – kibuc położony w samorządzie regionu Ha-Galil ha-Eljon, w Dystrykcie Północnym, w Izraelu.
Leży na północy Górnej Galilei, przy granicy z Libanem. Na północ od kibucu znajduje się Tel Dan utożsamiane z biblijnym miastem Dan.
Członek Ruchu Kibuców (Ha-Tenu’a ha-Kibbucit).

## Historia

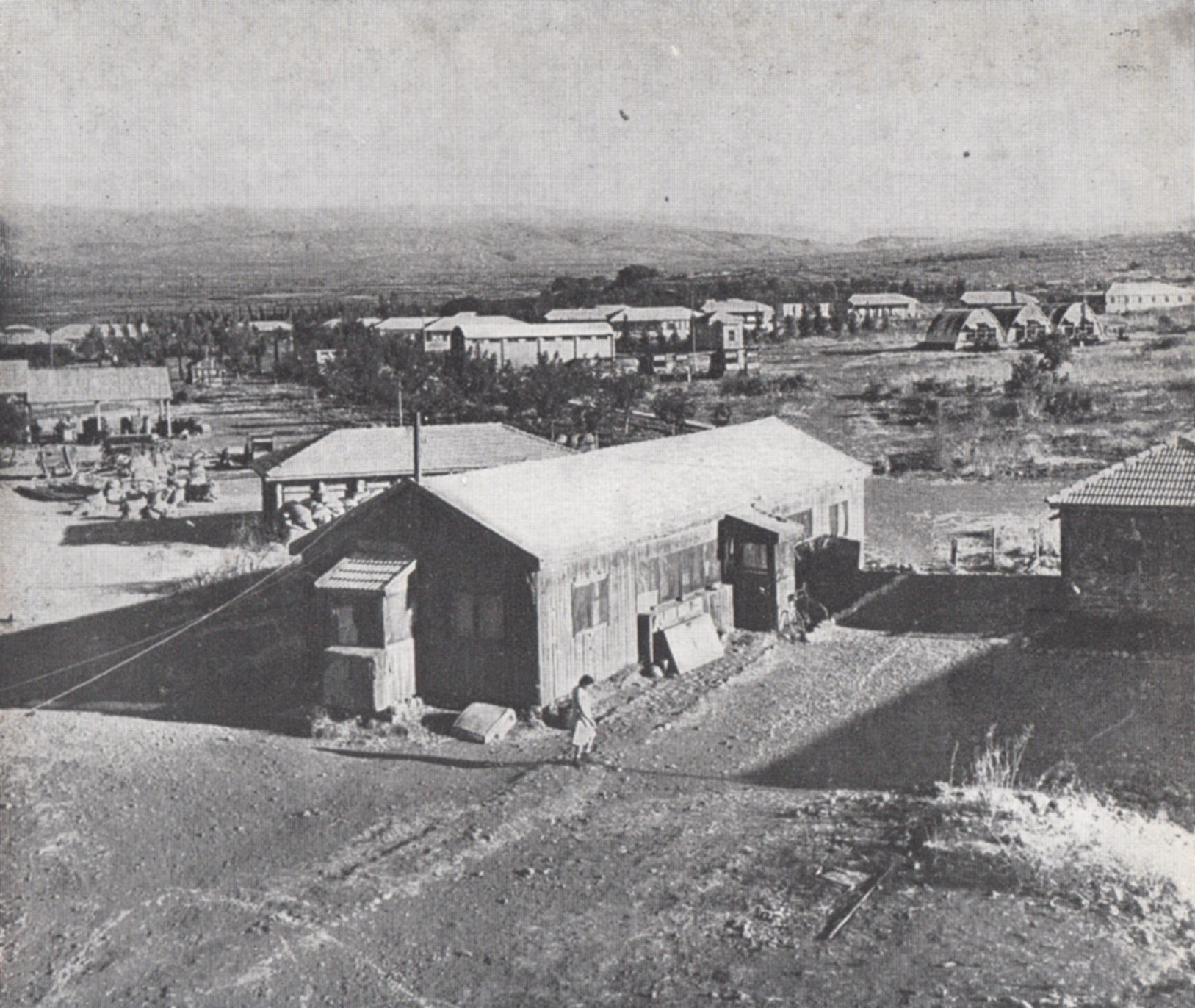
Zabudowania kibucu w latach 50.

Kibuc został założony w 1939.

## Gospodarka
Gospodarka kibucu opiera się na przemyśle tworzyw sztucznych.